# Jesús Blancornelas
J. Jesús Blancornelas (San Luis Potosí, 14 novembre 1936 – Tijuana, 23 novembre 2006) è stato uno scrittore e giornalista messicano, che ha co-fondato nel 1980 la rivista Zeta con sede a Tijuana, nota per i suoi reportage sulla corruzione e il traffico di droga. Il suo lavoro si concentrava sulla ricerca di come l'industria della droga influenzasse i leader locali e la polizia nello stato messicano della Baja California.

## Riconoscimenti
- CPJ International Press Freedom Awards 1996[3]
- UNESCO - Premio internazionale sulla libertà di stampa "Guillermo Cano" 1999[4]
- International Press Institute World Press Freedom Heroes 2000[5]